# Kevin Mitchell (Eishockeyspieler)
Kevin Mitchell (* 5. Juni 1980 in New York City, New York) ist ein ehemaliger US-amerikanischer Eishockeyspieler, der unter anderem für die Iserlohn Roosters und Hamburg Freezers in der Deutschen Eishockey Liga (DEL) sowie für die Vienna Capitals, den EC VSV und die Graz 99ers in der Erste Bank Eishockey-Liga (EBEL) spielte.

## Karriere
Mitchell begann seine Karriere 1997 in der Ontario Hockey League bei den Guelph Storm. Durch gute Leistungen wurden die Calgary Flames auf den offensiven Verteidiger aufmerksam und sicherten sich im NHL Entry Draft 1998 in der neunten Runde an 234. Stelle die Rechte an ihm. Nach drei Spielzeiten wechselte er zu den Oshawa Generals und spielte zudem einige Spiele für die Hamilton Bulldogs in der American Hockey League.
Zur Saison 2001/02 erfolgte dann der vollständige Schritt in das professionelle Eishockey. Mitchell spielte zunächst drei Jahre in den Minor Leagues. Seine Stationen waren hierbei in der East Coast Hockey League die Louisiana IceGators sowie die Houston Aeros, Bridgeport Sound Tigers und Cleveland Barons in der AHL. In der Saison 2004/05 spielte er bei den Iserlohn Roosters und bildete hier insbesondere mit Martin Knold eine Verteidigung mit offensiven Qualitäten. Die nächste Spielzeit verbrachte er bei den Vienna Capitals und wechselte ein Jahr später erneut zu den Bridgeport Sound Tigers. Gegen Ende der Saison 2006/07 verpflichteten ihn die Hamburg Freezers. Auch zur anschließenden Spielzeit wechselte er wieder den Klub und die Liga. Mitchell ging zu HDD Olimpija Ljubljana in die EBEL. Nachdem er für die Saison 2008/09 schon bei den Black Wings Linz unterschrieben hatte, entschied er sich später doch zum Verbleib bei Olimpija Ljubljana. Die Black Wings stimmten dem Vorhaben Mitchells nach Zahlung einer Ablösesumme zu. Ende Januar 2009 wurde Mitchell von den Rapperswil-Jona Lakers aus der National League A für den Rest der Saison verpflichtet. Danach kehrte Mitchell zu HC Pardubice zurück, bevor er Ende 2009 an den HDD Olimpija Ljubljana abgegeben wurde. Von 2010 bis 2012 agierte er beim EC VSV. Es folgte im Sommer 2012 der Wechsel in die italienische Serie A1, wo er bei Ritten Sport unterschrieb. 2013 bis 2015 war er bei Mora IK in der HockeyAllsvenskan tätig. In der Saison 2015/16 spielte er für die EC Graz 99ers, bevor er seine Profi-Karriere in der Saison 2016/17 bei den Nikkō IceBucks ausklingen ließ.
Mitchell war während seiner Karriere für seinen extrem harten Schuss bekannt. Er erzielte mehrere Tore von außerhalb des Angriffsdrittels, unter anderem in der Saison 2004/05, als er den damaligen Lockout-Spieler Ty Conklin von den Grizzly Adams Wolfsburg überwand, sowie im EBEL-Finale 2008, als er gegen Reinhard Divis vom EC Red Bull Salzburg traf. Beim EBEL-All-Star-Game 2008 stellte er mit dem Bestwert von 159 km/h erneut seine Schussstärke unter Beweis.
Eishockey spielte Mitchell nach seinem Karriereende im Altherren-Bereich weiter. So lief er für eine Saison in der kanadischen Seniorenliga Allan Cup Hockey (ACH) auf, in der er nach einigen Jahren Pause auch in der Spielzeit 2022/23 noch einmal aktiv wurde.

## Erfolge und Auszeichnungen
| - 1998 OHL First All-Rookie Team - 1998 J.-Ross-Robertson-Cup-Gewinn mit Guelph Storm - 1999 OHL Second All-Star Team | - 2000 OHL Second All-Star Team - 2002 ECHL All-Rookie Team - 2010 Tschechischer Meister mit dem HC Pardubice |

## Karrierestatistik
(Legende zur Spielerstatistik: Sp oder GP = absolvierte Spiele; T oder G = erzielte Tore; V oder A = erzielte Assists; Pkt oder Pts = erzielte Scorerpunkte; SM oder PIM = erhaltene Strafminuten; +/− = Plus/Minus-Bilanz; PP = erzielte Überzahltore; SH = erzielte Unterzahltore; GW = erzielte Siegtore; 1 Play-downs/Relegation; Kursiv: Statistik nicht vollständig)